# Musée de Tahiti et des Îles
Te Fare Ia’Manaha
Le musée de Tahiti et des Îles, en tahitien Te Fare Ia’Manaha, est situé en Polynésie française, à Tahiti. Il présente et explique le patrimoine culturel océanien.

## Situation
Le musée se trouve à la Pointe-des-Pêcheurs, près de l'embouchure de la rivière Punaruu sur la commune de Punaauia à 15 km au sud-ouest de Papeete. Il comprend un terrain couvrant presque 4 ha entièrement clôturé, donnant sur le lagon de Tahiti. Une digue de protection avec enrochement a été construite pour briser les grandes lames du large traversant la passe de Nuuroa lui faisant face.

## Missions
Il a pour rôle de recueillir, conserver, restaurer des collections liées à l'Océanie, plus particulièrement à la Polynésie, et de les présenter et expliquer au public. Il est chargé de la valorisation, de l'étude et de la diffusion du patrimoine polynésien. Il a acquis un rôle d'expertise dans la préservation des biens culturels et mobiliers.

## Historique
Créé en 1917 par la Société des Études océaniennes, le Musée de Papeete a fonctionné jusqu’en 1975 : après sa fermeture, ses collections ethnographiques ont intégré celles du Musée de Tahiti et des Îles dont l'histoire avait débuté en 1967, lorsque le gouvernorat acquit le terrain pour y accueillir un établissement public territorial. Il faudra ensuite attendre sept ans pour qu'en 1974, l'Assemblée territoriale vote sa création et commence les travaux, mais une fois l'argent trouvé, la construction est rapide et dès 1975 le musée ouvre ses portes, alors que le PSC (projet scientifique et culturel) est encore en discussion.
L'équipe muséologique initiale comprend alors le graphicien parisien René Déssirier (surtout connu comme créateur de timbres), des chercheurs du Muséum national d'histoire naturelle et de l'EPHE de Paris (le malacologue Bernard Salvat et ses collègues) et du Muséum de Bucarest (Mihai Băcescu et Alexandru Marinescu) pour la partie consacrée au patrimoine naturel. Pour la partie consacrée au patrimoine culturel, le travail fut effectué par les équipes de l'archéologue et préhistorien José Garranger et d'Henri Lavondès de l'ORSTOM, nommé directeur du Musée et auteur du panneau sur les langues polynésiennes.
La laïcité n'étant pas appliquée en Polynésie française, deux salles sont concédées à une association religieuse œcuménique : « Tenete », dont le directeur, le prêtre catholique Patrick O'Reilly, conçoit une présentation de l'histoire de la Polynésie et de la culture polynésienne traditionnelle très discutée, puisque la partie anté-chrétienne y est à peine évoquée et en termes jugés peu objectifs et peu flatteurs par les critiques, l'accent étant mis sur l'évolution de la société depuis l'arrivée des navigateurs européens. En outre, pour inaugurer ses réalisations le 30 mai 1977, Patrick O'Reilly organise au Musée un festival d'hymnes religieux (himene Tarava, himene Ruau et himene Nota). Les critiques estiment aussi que les objets exposés sont « disparates et de qualité très inégale », que l'authentique matériel lithique ancien n'est pas suffisamment mis en valeur, que l'espace pour de futures acquisitions ou expositions est insuffisant, et que la thématique par archipels induit un déséquilibre dans la présentation (l'archipel des Marquises étant sur-représenté en raison de l'abondance de pièces).
Face à ces critiques, en 1978, René Déssirier et son équipe reviennent à Tahiti pour achever l'aménagement des deuxième et troisième salles consacrées à la culture polynésienne, en collaboration avec le personnel du Musée, le maquettiste Hiro Ouwen et l'adjoint de conservation François Ollier qui pilote notamment la décoration des salles et la construction de l'abri à pirogues. Ils choisissent alors de répartir les objets et les éléments d'exposition qui viendraient les compléter (gravures, œuvres d'art, panneaux) par techniques et par thèmes environnementaux et historiques (par exemple le marae, l'atoll, la navigation hauturière, le peuplement de l'Océanie…) plutôt que par archipels. L'espace consacré à l'archéologie préhistorique est agrandi, et la présentation de l'époque coloniale et du rôle des missionnaires est rendue plus objective, historiquement et scientifiquement parlant.
Enfin d'autres partenaires que « Tenete » (par exemple l'association pour la protection de la nature « Ia Ora te Natura », l'office de Développement du Tourisme pour les fêtes de Juillet, des troupes de musiciens et de danseurs…) ont été invitées à collaborer avec le Musée, ce qui en a considérablement accru la notoriété et les ouvertures dans le contexte de la renaissance culturelle polynésienne. En novembre 2000, le musée a acquis le statut d'EPA.

## Direction
- La première directrice du Musée est la française Anne Lavondès, arrivée à Tahiti en 1963[6].
- La première polynésienne à prendre la direction du Musée en 1983 est Manouche Lehartel qui occupera ce poste durant un quart de siècle jusqu'en 2008 et de 2016 à 2017.
- De 2008 et jusqu'à sa disparition en 2011, son directeur est l'écrivain Jean-Marc Pambrun.
- En 2011, Mme Théano Jaillet est nommée directrice.
- En décembre 2016, Manouche Lehartel redevient directrice par intérim au départ de Théano Jaillet.
- En avril 2017 Miriama Bono est nommée directrice[7].
- En décembre 2023, l'archéologue Hinanui Cauchois est nommée directrice au départ de Miriama Bono.

## Le nouveau musée:Te Fare Ia’manaha
Rénové et restructuré, le musée de Tahiti et des îles rouvre le 4 mars 2023 sous son nouveau nom tahitien de Te Fare Ia’manaha : la « Maison ouverte » dans le sens de « musée », avec un nouveau logo et surtout en un nouveau lieu, conçu par l'architecte Pierre-Jean Picart. L'extérieur est d'inspiration polynésienne traditionnelle et la salle d'exposition est résolument contemporaine. L'espace de 1 400 m2 entièrement ouvert a été mis en valeur par le scénographe Adrien Gardère. Les objets, présentés en « îlots », invitent à une visite au gré des envies des visiteurs à travers les différents archipels.
Pour l'ouverture, une vingtaine d'œuvres polynésiennes emblématiques ont été prêtées par des musées européens (Musée du Quai Branly, British Museum et Museum of Archaeology and Anthropology of Cambridge) tels que le maro’ura d’Anaa, des ceintures de plumes des grands Ari’i (« guerriers »), le Ti’i A’a de Rurutu ou encore le Heva Tupāpāu : costume de deuil de la Société.
Une salle de conférence, une salle d'exposition temporaire et un parcours ethno-botanique complètent l'offre culturelle du musée.

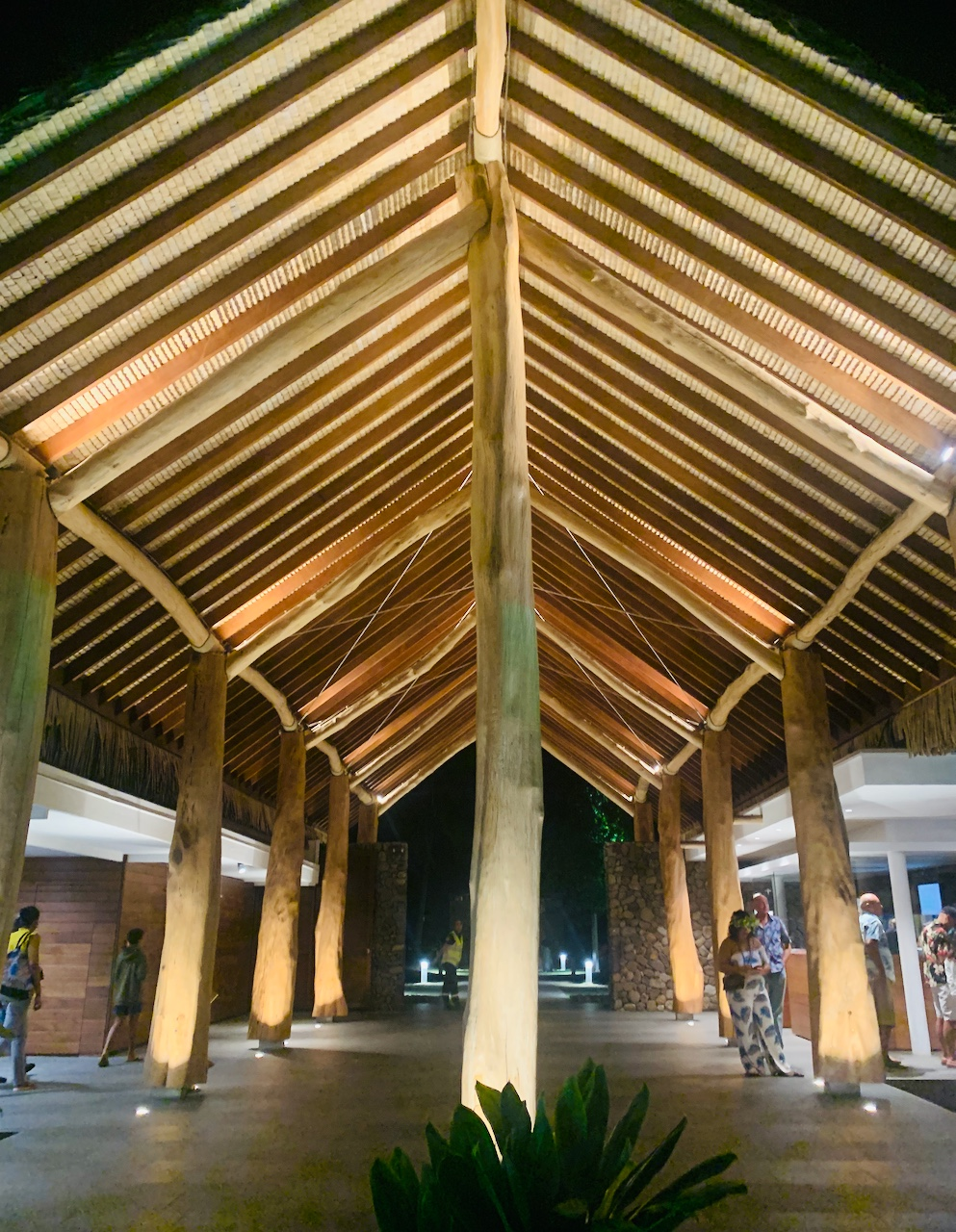
Porche d'entrée
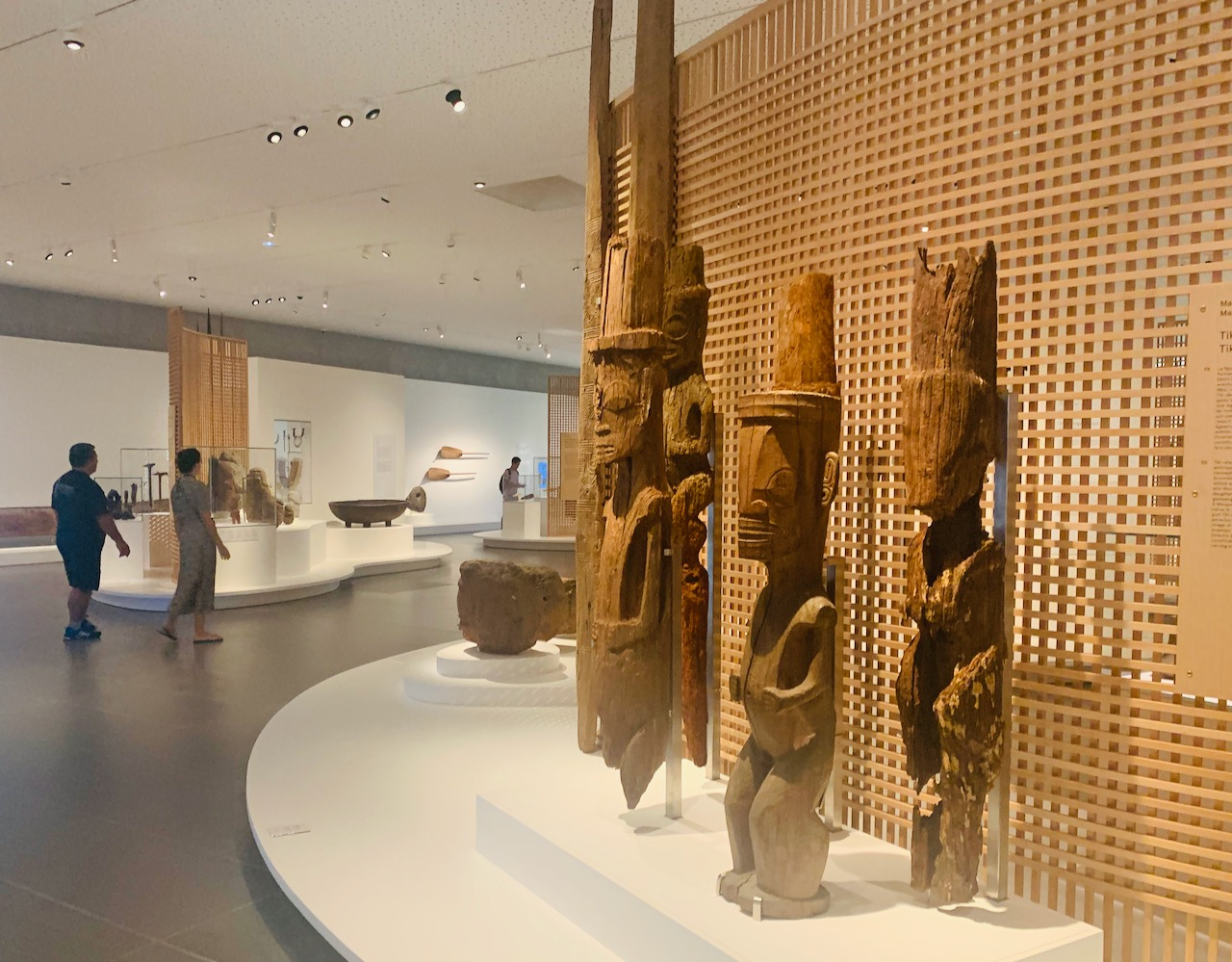
Tiki en bois
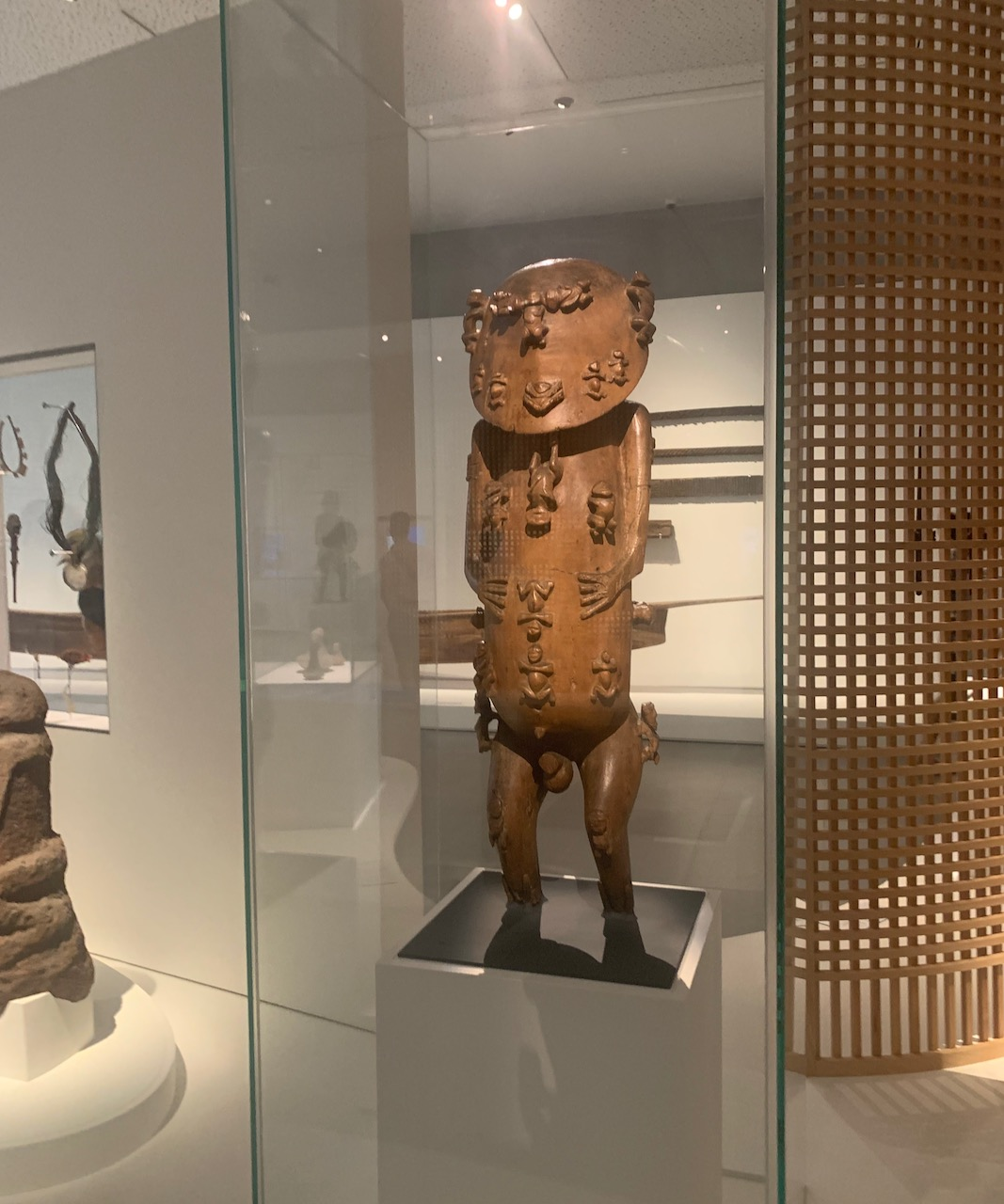
Ti’i A’a de Rurutu
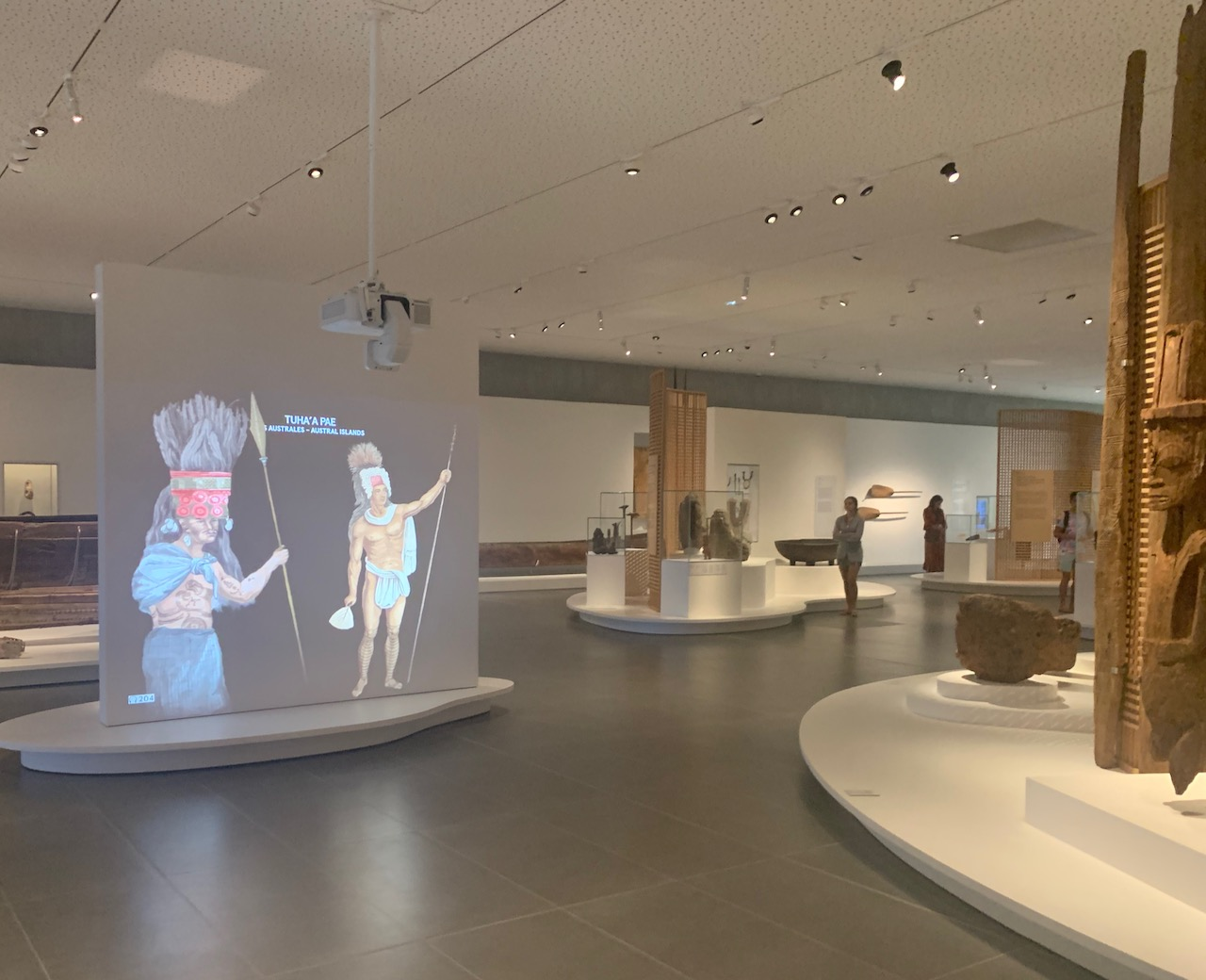
Vue d'ensemble des « îlots » évoquant les archipels
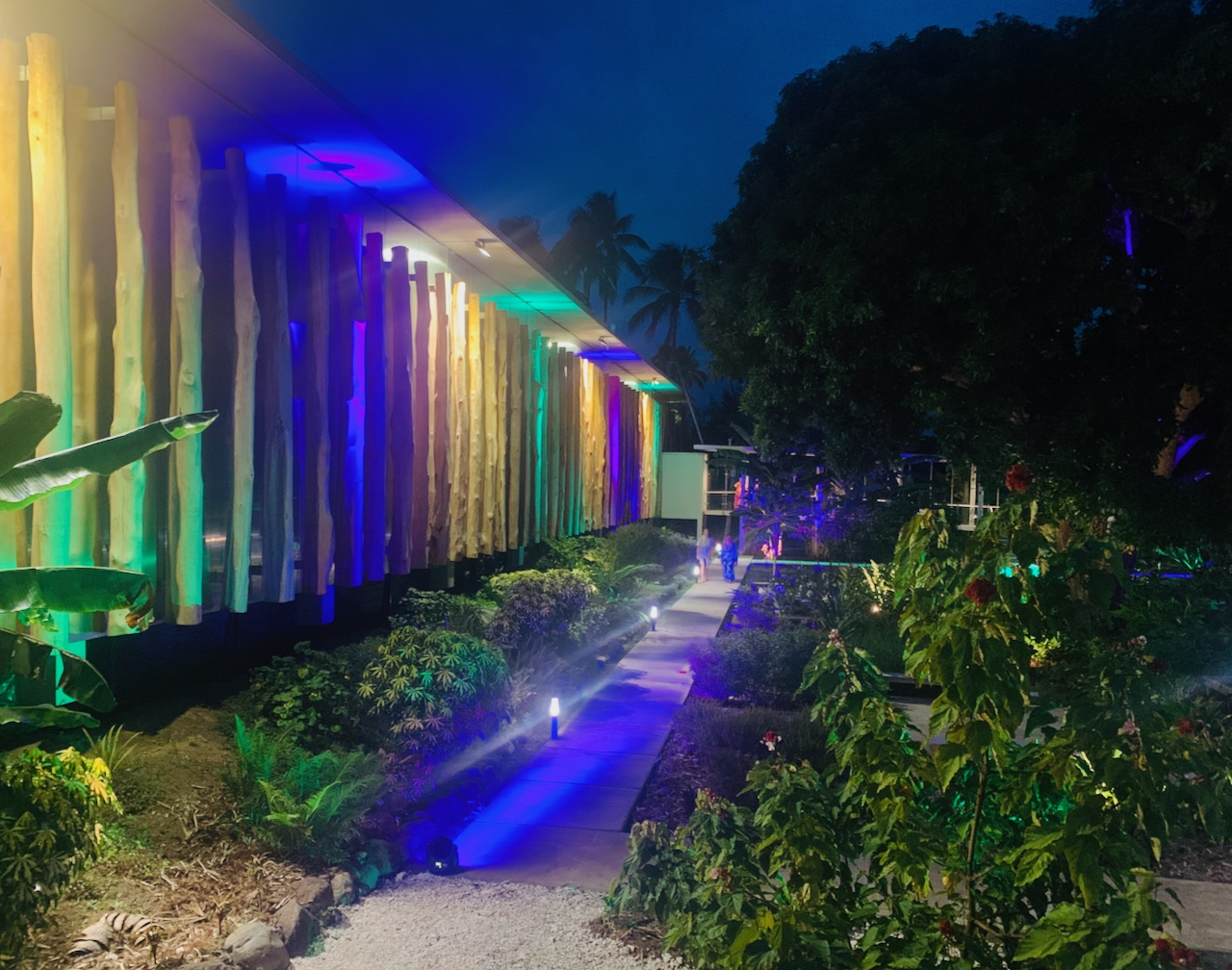
Éclairage lors de la « nuit des musées »

## Collections
Toutes collections confondues, le musée abrite environ 30 000 objets :
- 13 000 sont des feuillets de l'herbier de la Polynésie française[11];
- 11 500 sont des objets ethnographiques;
- 5 500 sont des objets d'art.

Le terrain du musée abrite le jardin ethnobotanique d'Atea et le pétroglyphe des « jumeaux Tetauri » qui a été trouvé sur la rive ouest de la rivière Tīpaeru’ì. En raison de l'acculturation des XIXe et XXe siècles peu d'informations nous sont parvenues sur l'ancienne mythologie polynésienne qui était fort complexe et comptait de nombreuses variantes : ces pétroglyphes sont donc des éléments énigmatiques, importants pour la renaissance culturelle polynésienne, mais dont l'interprétation reste délicate. La Maison de la culture Te Fare Tauhiti Nui de la vallée de Tīpaeru’ì utilise ce pétroglyphe comme logo.

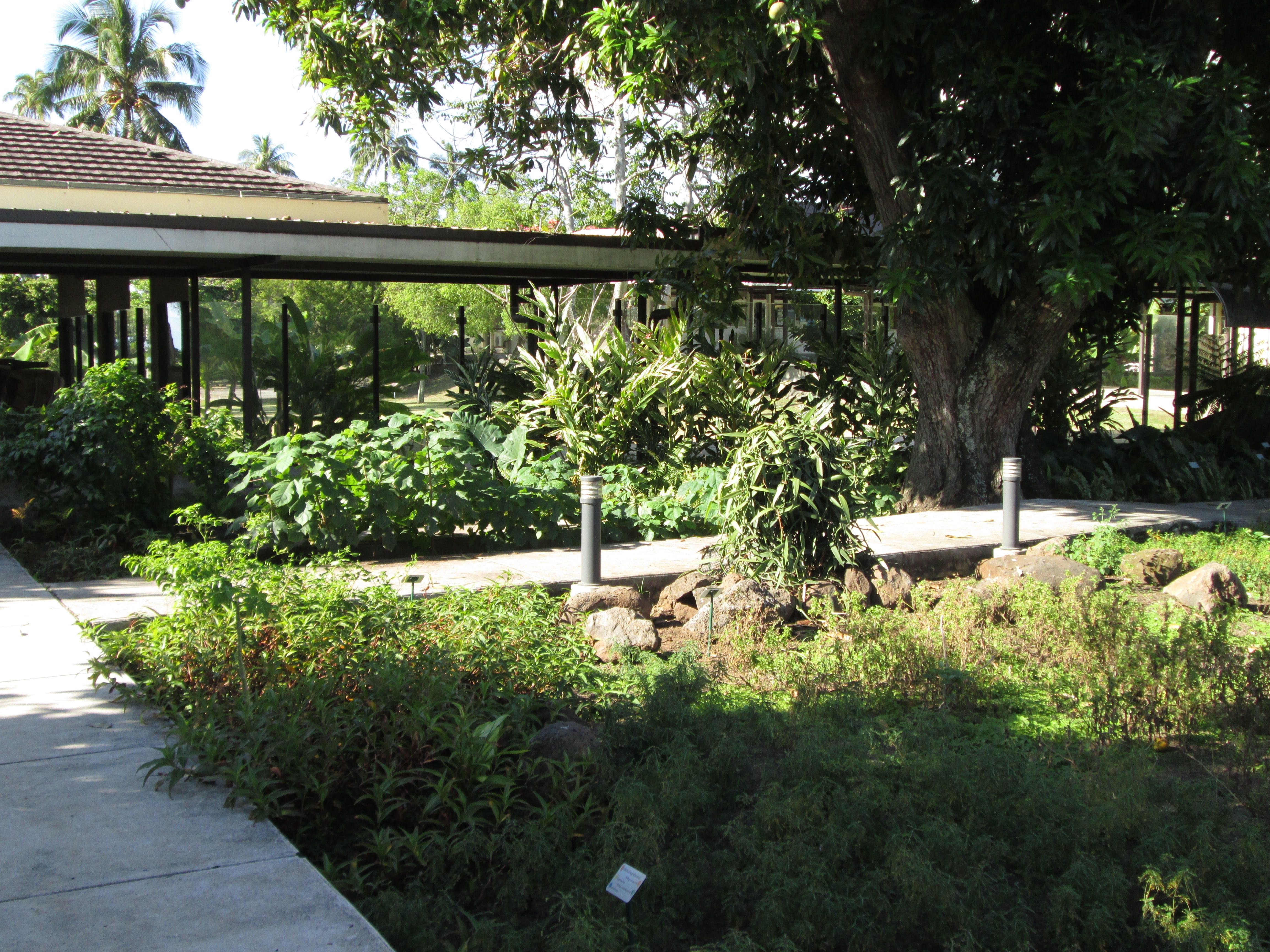
Jardin ethnobotanique d'Atea

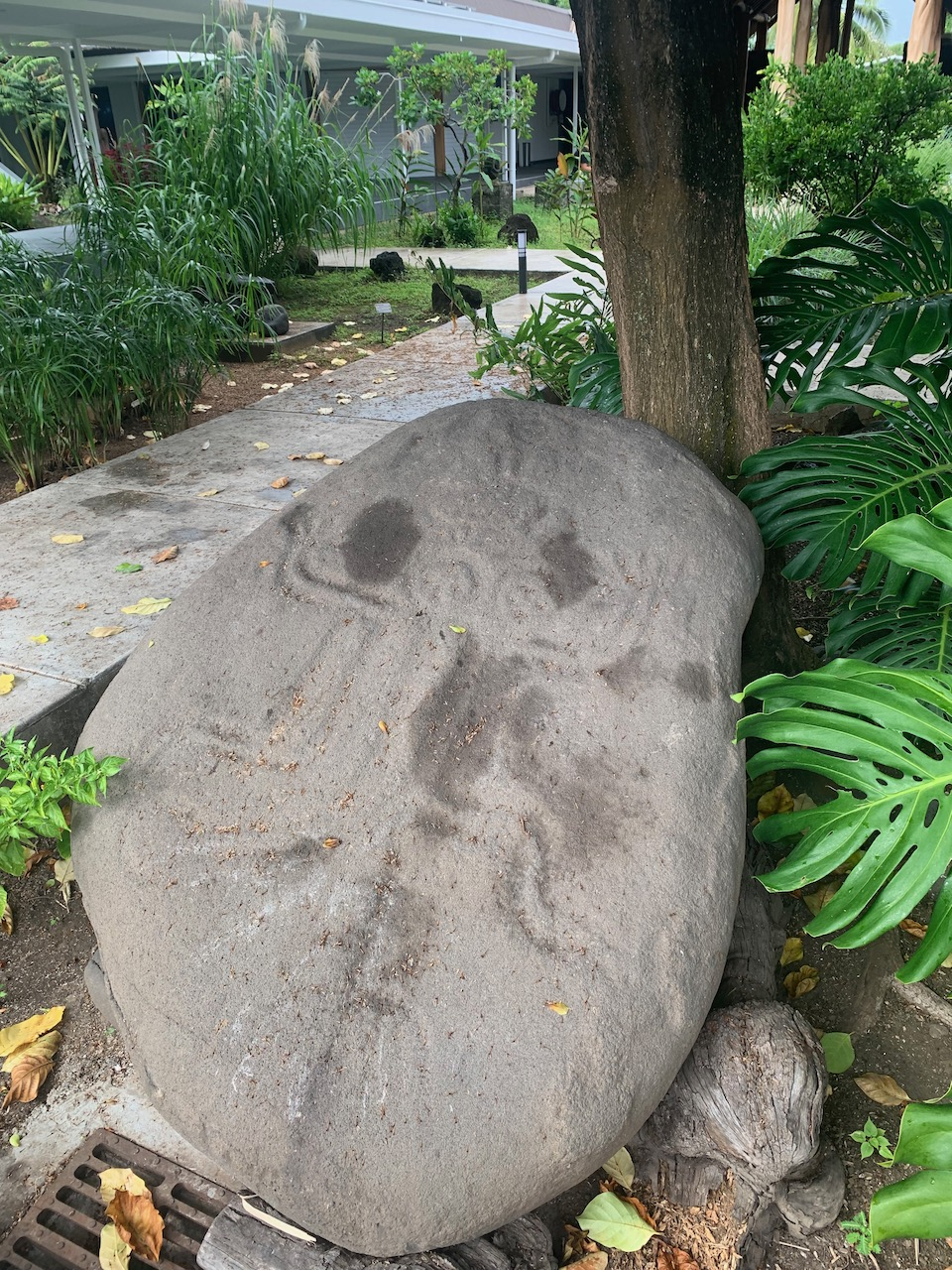
Pétroglyphe des « jumeaux de Tetauri » dans les jardins du musée. Cette stèle fut décrite pour la première fois en janvier 1925 par l’archéologue hawaiien Kenneth Emory. Sa surface est plate et polie, usée par les eaux de la rivière Tīpaeru’ì. Elle a 181 cm de long sur 119 de large avec une grande figure centrale composée de deux figures humaines dos à dos et d’un symbole suspendu entre celles-ci. La tête de droite est entourée par les bras ; une seule cavité arrondie représente le visage. La jambe de droite est disposée en équerre ; la jambe gauche est courbée d’une façon fort étrange et vient toucher la tête gauche de la figure du dessous. La tête de gauche est située à mi-distance par rapport aux deux points d’où s’élèvent les bras.

### Coopération avec le Musée du quai Branly
Le musée Te Fare Ia’manaha a passé des accords de coopération avec le Musée des Arts premiers de Paris qui, disposant de moyens plus importants, propose des expositions du Musée de Tahiti et des Îles en ligne sur son site internet, par exemple la « va’a, pirogue polynésienne » ou Mata Hoata : art et société aux îles Marquises montrant 19 pièces marquisiennes (avril à juillet 2016).